# Білінійність
Білінійність (від лат. bi- — подвійний, і linea — лінія; також когнатне, або двостороннє, визначення спорідненості) — в етнології та соціальній антропології — термін з галузі визначення спорідненості. Має кілька значень:
1. Паралельне існування в суспільстві двох ліній спорідненості (див. патрилінійність і матрилінійність), яке, на відміну від подвійного врахування спорідненості, охоплює неперетинні групи людей. Одна людина при цьому не може одночасно входити до групи родичів матері та батька.
2. У застарілому сенсі — принцип формування кровноспоріднених груп типу австралійських секцій та підсекцій (шлюбних класів).
3. Те саме, що й білатеральність.

На думку деяких дослідників, білінійність є пізнішим етапом розвитку принципів визначення спорідненості, наступним за білатеральністю.